# Hellaby
Hellaby – wieś w Anglii, w hrabstwie ceremonialnym South Yorkshire, w dystrykcie metropolitalnym Rotherham. Leży 16 km na wschód od miasta Sheffield i 226 km na północ od Londynu.